# Vlag van Maassluis

vlag van de gemeente Maassluis

De vlag van Maassluis is op 23 oktober 1961 vastgesteld als de gemeentelijke vlag van de Zuid-Hollandse gemeente Maassluis. De beschrijving luidt als volgt: 
Drie banen van gelijke hoogte van blauw en wit, waarvan de middelste gegolfd is.
De vlag bestaat uit een blauwe achtergrond met een wit golvende baan door het midden, die de Maas symboliseert. De vlag is afgeleid van het gemeentewapen.

## Verwante afbeeldingen

Wapen van Maassluis

Alblasserdam
· Albrandswaard
· Alphen aan den Rijn
· Barendrecht
· Bodegraven-Reeuwijk
· Capelle aan den IJssel
· Delft
· Den Haag
· Dordrecht
· Goeree-Overflakkee
· Gorinchem
· Gouda
· Hardinxveld-Giessendam
· Hendrik-Ido-Ambacht
· Hillegom
· Hoeksche Waard
· Kaag en Braassem
· Katwijk
· Krimpen aan den IJssel
· Krimpenerwaard
· Lansingerland
· Leiden
· Leiderdorp
· Leidschendam-Voorburg
· Lisse
· Maassluis
· Midden-Delfland
· Molenlanden
· Nieuwkoop
· Nissewaard
· Noordwijk
· Oegstgeest
· Papendrecht
· Pijnacker-Nootdorp
· Ridderkerk
· Rijswijk
· Rotterdam
· Schiedam
· Sliedrecht
· Teylingen
· Vlaardingen
· Voorne aan Zee
· Voorschoten
· Waddinxveen
· Wassenaar
· Westland
· Zoetermeer
· Zoeterwoude
· Zuidplas
· Zwijndrecht